# Coleophora arctostaphyli
Coleophora arctostaphyli is een vlinder uit de familie kokermotten (Coleophoridae). De wetenschappelijke naam is voor het eerst geldig gepubliceerd in 1934 door Meder.
De soort komt voor in Europa.